# Гольченко Ігор Іванович
І́гор Іва́нович Го́льченко (16 жовтня 1996, м. Суми, Україна — 14 лютого 2015, с. Широкине, Волноваський район, Донецька область, Україна) — український військовик, солдат окремого загону спецпризначення «Азов». Позивний «Ернесто». Кавалер ордена «За мужність» III ступеня (посмертно).

## Життєпис
Народився 1996 року в місті Суми. 2012 року закінчив 9 класів загальноосвітньої школи № 22 та вступив до Сумського будівельного коледжу. Після двох років навчання у коледжі перевівся до спеціалізованої школи № 7, але за деякий час переїхав жити до Автономної Республіки Крим, де навчався в одній зі шкіл міста Сімферополь.
Після окупації Криму Збройними Силами Російської Федерації, у березні 2014 повернувся до міста Суми, де продовжив навчання в 11-му класі загальноосвітньої школи № 22, яку закінчив того ж року. Належав до руху ультрас ПФК «Суми».
По досягненні повноліття в жовтні 2014 добровольцем вступив до лав полку патрульної служби міліції особливого призначення «Азов». Після підготовки з 19 грудня 2014 брав участь в антитерористичній операції на сході України, в районі Маріуполя.
Солдат, кулеметник 3-го відділення 3-го комендантського взводу комендантської роти окремого загону спецпризначення «Азов» 18-го полку оперативного призначення Східного ОТО Національної гвардії України, в/ч 3057, м. Маріуполь.
14 лютого 2015 загинув у бою з російсько-терористичними угрупованнями поблизу села Широкине на Маріупольському напрямку, в ході виконання бойового завдання з утримування наступальних дій противника з боку Саханки. Автомобіль «Газель» з бійцями «Азову», які проривались з боєкомплектом до своїх побратимів, потрапив під обстріл, Ігор загинув від чисельних поранень, прикривши собою бойового товариша.
Похований 18 лютого на Центральному цвинтарі міста Суми, на Алеї поховань Почесних громадян.
Залишились мати Світлана Берлет, молодший брат Микита.

## Нагороди та звання
- 25 березня 2015, за особисту мужність і високий професіоналізм, виявлені у захисті державного суверенітету та територіальної цілісності України, нагороджений орденом «За мужність» III ступеня (26.2.2015, посмертно)[3].
- У вересні 2015 нагороджений почесним знаком «Маріуполь. Відстояли — Перемогли» (посмертно).
- 29 вересня 2015 рішенням Сумської міської ради № 4829-МР, за особисту мужність і героїзм, виявлені у захисті державного суверенітету та територіальної цілісності України, вірність військовій присязі і незламність духу, присвоєне звання «Почесний громадянин міста Суми» (посмертно)[4].

## Вшанування пам'яті
- 16 жовтня 2015 в місті Суми на фасаді будівлі ЗОШ № 22 відкрито меморіальну дошку на честь випускника школи Ігоря Гольченка[5].
- 23 жовтня 2016 в Сумах пройшов Всеукраїнський турнір з міні-футболу імені Ігоря Гольченка[6].
- 29 грудня 2016 в Києві за підтримки благодійних фондів та участі громадських активістів й волонтерів презентовано колекційну марку, створену на честь воїнів, які загинули в боях на сході України. На ній зображені Ігор Брановицький, Ігор Гольченко, Микола Колосовський, Євген Лоскот, Андрій Матвієнко, Сергій Свищ, Олег Сидор, Сергій Табала, Георгій Тороповський.
- У вересні 2017 рішенням Сумської міської ради школі № 22 було присвоєне ім'я Ігоря Гольченка[7].